# Hof Ter Beke
Het Hof Ter Beke is een kasteel in de tot de gemeente Antwerpen behorende plaats Wilrijk, gelegen aan de Boomsesteenweg 906.

## Geschiedenis

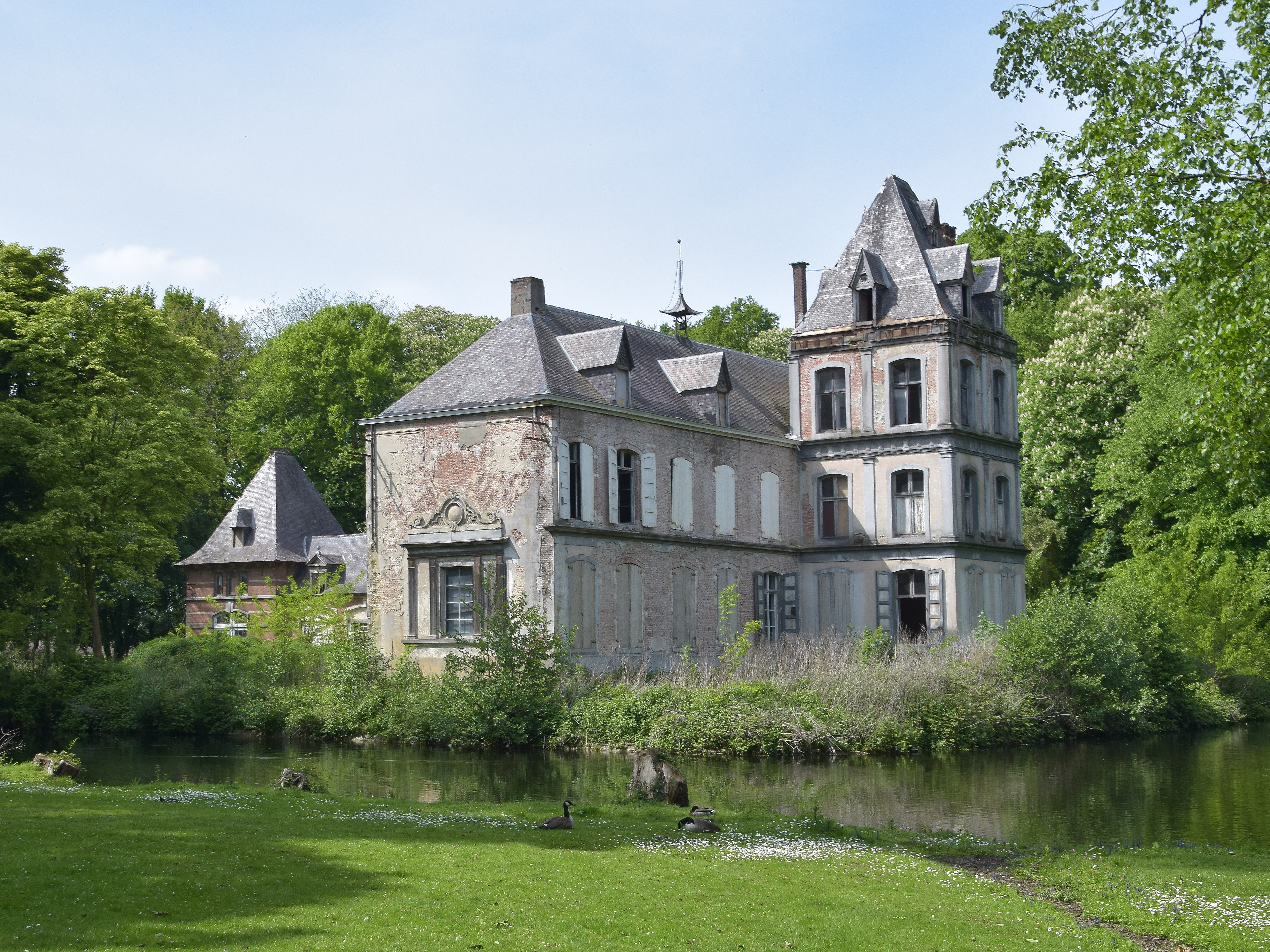
Hof ter Beke in 2015

In 1328 werd dit domein voor het eerst vermeld, als Goed ter Beke, gelegen in het dal van de Struisbeek. Het was waarschijnlijk een landbouwbedrijf. Vanaf 1560 werd het als  't Hof ter Beken vermeld, en in 1561 als een huis van plaisantie.
Midden 19e eeuw werd het verbouwd en vergroot door de familie Ullens-Geelhand, zo werd in 1855 een toren aangebouwd. Omstreeks 1860 werd een koetshuis en een oranjerie gebouwd.
Tijdens de Tweede Wereldoorlog werd het kasteel zwaar beschadigd. Het werd hersteld en kreeg een functie als huisvesting voor liefdadige instellingen, zoals tehuis voor gehandicapte kinderen. Van 1945 tot 1950 werd het kasteel gehuurd door Chirojeugd als ontmoetingsplaats en opleidingscentrum. In 1948 werd de neogotische kapel ingewijd als bijkerk voor de Sint-Jan Maria Vianneyparochie.
In 1978 werd het kasteel aangekocht door de gemeente, maar raakte -na herstelwerkzaamheden- in verval.
Na een grondige renovatie kreeg het kasteel in 2017 een invulling als een complex met feestzalen, congresruimte en brasserie.

## Gebouw
Het betreft een L-vormig en omgracht gebouw, gelegen in een park. De kern van het kasteel is van 1680 en werd in renaissancestijl opgetrokken. De toren is van 1855. Haaks op het hoofdgebouw staan bijgebouwen in neorenaissancestijl.